# Chimadítida
 (août 2025).
Si vous disposez d'ouvrages ou d'articles de référence ou si vous connaissez des sites web de qualité traitant du thème abordé ici, merci de compléter l'article en donnant les références utiles à sa vérifiabilité et en les liant à la section « Notes et références ».
Le lac Chimadítida, en grec moderne : Χειμαδίτιδα est un lac naturel du nord de la Grèce situé au sud du district régional de Flórina, près de la frontière avec celui de Kozani. C'est l'un des lacs du bassin formé entre les montagnes Vérno (el), Vóras (el), Áskio (el) et Vermion, qui comprend également les lacs Vegorítida, de Pétres et Zázari. 